# Martha Watts
Martha Hite Watts (Bardstown, 13 de fevereiro de 1845 — Louisville, 10 de janeiro de 1910) foi uma missionária e educadora metodista norte-americana. 
Watts passou vários anos no Brasil, onde ficou conhecida como "semeadora de escolas", depois de fundar instituições educacionais metodistas, entre as quais estão:
- o Colégio Piracicabano, em Piracicaba, inaugurado em 13 de setembro de 1881.[1]
- o Colégio Americano, em Petrópolis;
- o Colégio Izabela Hendrix, em Belo Horizonte;

O Colégio Piracicabano foi a primeira escola Metodista fundada no país e, na época, possuía mais de 60 alunas. Hoje, é o Centro Cultural Martha Watts, além de ser a pedra fundamental do Instituto Educacional Piracicabano (IEP), entidade mantenedora da Universidade Metodista de Piracicaba (UNIMEP).
No Piracicabano, Martha foi diretora nos períodos de 1881 a 1886, 1888 a 1892 e 1894 a 1895.